# 小行星4216
小行星4216（4216 Neunkirchen）是一颗围绕太阳公转的小行星。1988年1月14日，亨利·德波鸿诺在拉西拉天文台发现了此天体。
这颗小行星的绝对星等为49.5852136709198等。